# ラウル・アルベルト・フロレンティン・アントラ

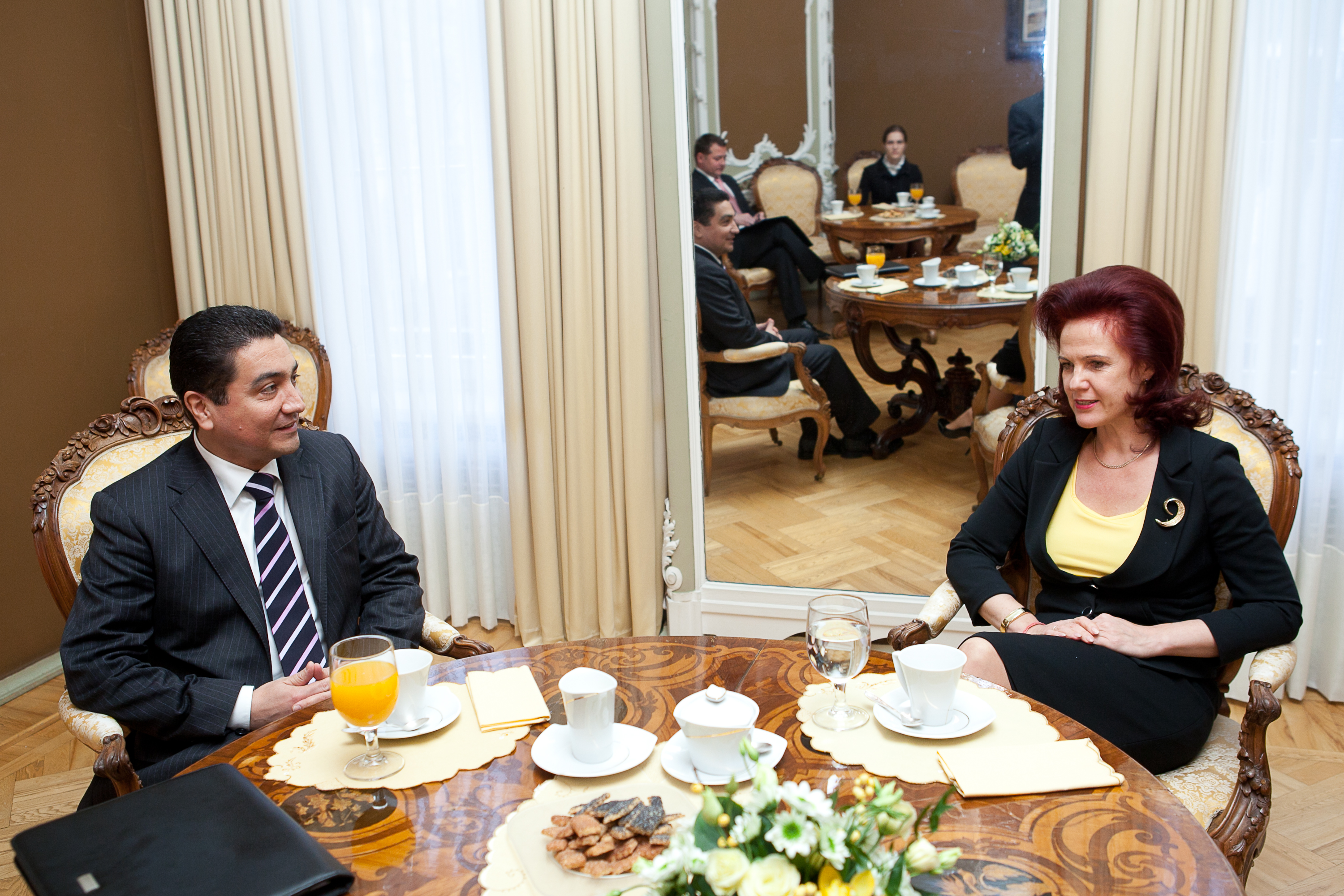
在ラトビア大使として訪問したリガでラトビア国会議長ソルヴィタ・アーボルティニャ（右）と会談するラウル・フロレンティン（2012年10月）

ラウル・アルベルト・フロレンティン・アントラ（スペイン語: Raúl Alberto Florentín Antola、1965年11月20日 - ）は、パラグアイの外交官、大使。母国語のスペイン語と母国語水準のドイツ語に加えて、英語とフランス語にも堪能。アスンシオン出身。既婚で二児の父。2017年より駐日大使（但し、信任状捧呈は年明けの2018年2月）。

## 経歴
ドイツ連邦共和国（当時の西ドイツ）ハンブルクのヴィルヘルム＝ギムナジウムとベルギーの国際ドイツ学校ブリュッセル校で中等教育を修めた後、アウクスブルク大学経済学部で経済学士を取得。専攻分野は経営学、マーケティング学、経済社会学。ドイツの大企業シーメンスでのインターンシップ経験もある。
1995年から1999年にかけて在ドイツパラグアイ大使館で一等書記官、対外広報を担当。1999年から2000年にかけて在アメリカ合衆国パラグアイ大使館で参事官、アメリカ合衆国議会および在米国際開発金融機関との渉外を担当。2000年から2002年にかけて在ドイツパラグアイ大使館で参事官、政治・経済・商務を担当。
2002年から2004年にかけて本省勤務、ヨーロッパ局長。
2004年から2009年にかけて在スイスパラグアイ大使館で公使参事官、商務を担当。2009年から2013年にかけて在ドイツ大使、うち2012年以降は在ポーランド大使・在リトアニア大使・在ラトビア大使・在エストニア大使を兼任。在ドイツ大使の在任中、ドイツ連邦共和国功労勲章を受勲している。
2014年、商工省の投資輸出促進局（REDIEX）で局長。同年12月7日より本省勤務の無任所大使、儀式儀礼局長。
2017年10月12日、パラグアイ上院が次期駐日大使にフロレンティンを指名することを承認。2018年2月16日に皇居で信任状を捧呈し、駐日大使として正式に着任した。
2019年10月22日、皇居正殿松の間で今上天皇の即位礼正殿の儀が執り行われ、ウゴ・ベラスケス・モレノ副大統領及び夫人と共に参列した。